# Pedro Castillo

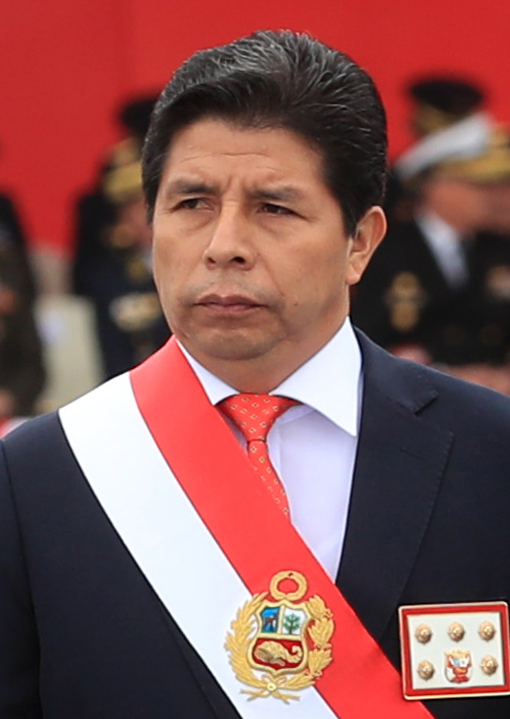
Pedro Castillo (2022)

José Pedro Castillo Terrones (* 19. Oktober 1969 in Puña im Distrikt Tacabamba, Region Cajamarca) ist ein peruanischer Politiker und Lehrer. Vom Juli 2021 bis zum Dezember 2022 war er der 64. Präsident von Peru. Vorher war er als Schullehrer und Gewerkschaftsführer tätig. Er war bis Ende Juni 2022 Mitglied der linken Partei Perú Libre. Seit Dezember 2022 ist er inhaftiert und wurde im Januar 2024 wegen versuchten Staatsstreichs angeklagt.

## Leben

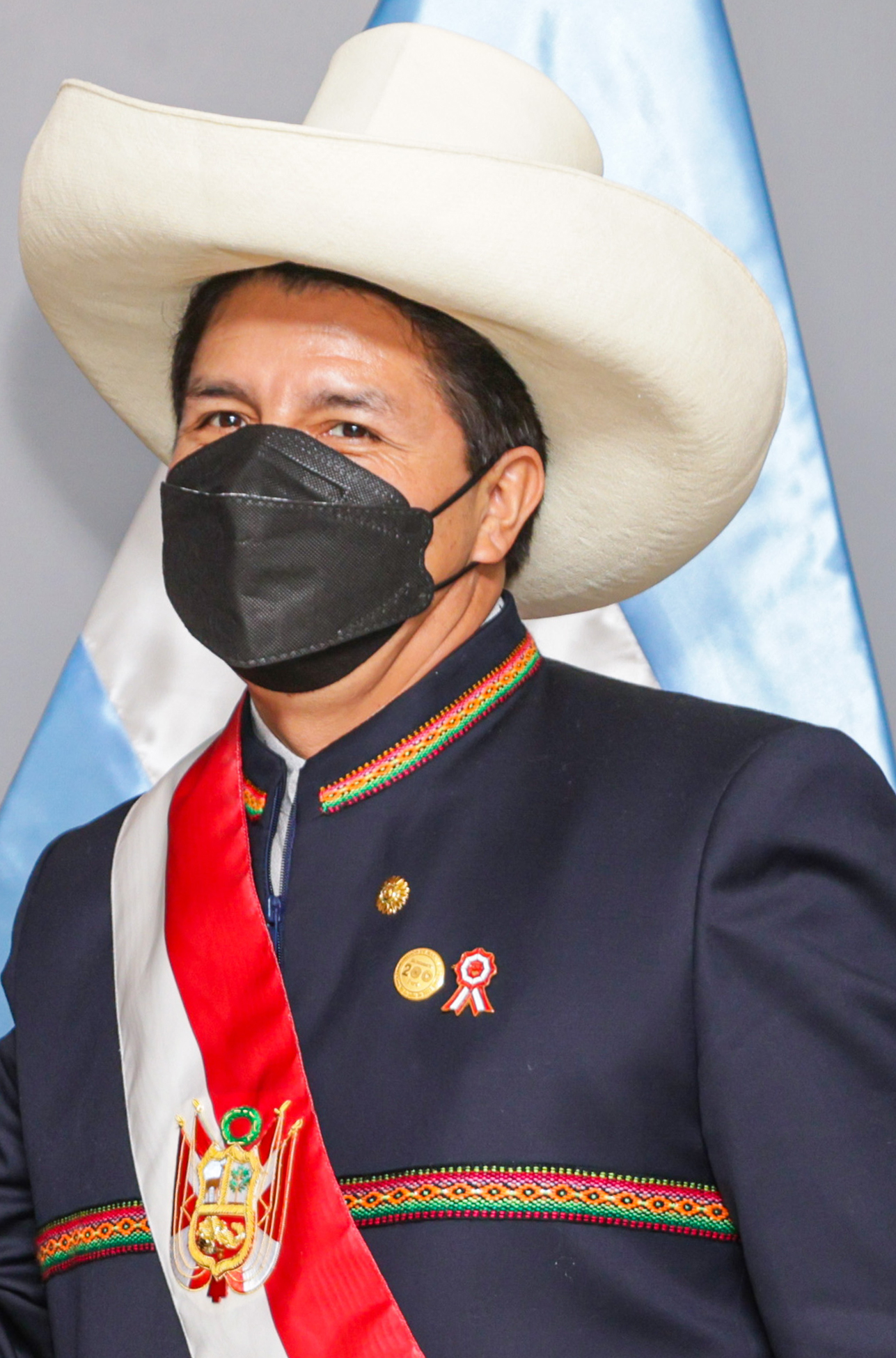
Pedro Castillo als Präsident von Peru, der während der COVID-19-Pandemie eine Maske trägt (2021).

### Herkunft, Ausbildung und Berufstätigkeit
Pedro Castillo wurde als drittes von neun Kindern einer bäuerlichen Familie in der Kleinstadt Puña in der Region Cajamarca geboren. Seine Eltern waren Analphabeten. Cajamarca ist trotz des Standorts der größten Goldmine Südamerikas eine der ärmsten Regionen Perus geblieben.
Während des bewaffneten Konflikts in Peru arbeitete Castillo in seiner Jugend als Patrouilleur zur Verteidigung gegen den Leuchtenden Pfad. Er absolvierte seine Grund- und Oberschulausbildung an einer Pädagogischen Hochschule und erwarb einen Bachelor-Abschluss in Pädagogik sowie einen Master-Abschluss in Pädagogischer Psychologie an der Universität César Vallejo.
Castillo arbeitete ab 1995 in der Grundschule seiner Heimatstadt als Lehrer und trat der Lehrergewerkschaft bei. Im Jahr 2002 kandidierte Castillo erfolglos für das Amt des Bürgermeisters von Anguía mit der Mitte-Links-Partei Perú Posible. 2017 führte er einen Lehrerstreik in Peru an, verhandelte mit der Regierung und erlangte so nationale Bekanntheit.

### Kandidatur für die Präsidentschaft
Castillo verkündete im Oktober 2020 seine Kandidatur für das peruanische Präsidentenamt. Im Dezember 2020 erklärten nur 0,2 % der befragten Wähler, für ihn stimmen zu wollen, im Januar 2021 waren es 2,3 %. In der ersten Runde der Wahl erhielt er dann aber überraschend 19 % der Stimmen und trat damit in der Stichwahl gegen Keiko Fujimori an. Im Wahlkampf setzte er mit Plakaten wie „Ich wähle einen Peruaner, keine Ausländerin“ (spanisch: Yo voto por un Peruano, no por una extranjera) auch auf fremdenfeindliche Vorbehalte gegen seine japanischstämmige Konkurrentin. Umgekehrt schlug seinen großteils indigenen Anhängern Rassismus entgegen. Bei einer Wahlveranstaltung in Sicuani wenige Tage vor der Stichwahl deutete Castillo an, das Ergebnis nicht anerkennen zu wollen, falls er die Wahl verlöre: „Sollte ein dunkles Spiel getrieben werden“ (spanisch: si algo negro se trabaja), werde er „das Volk zusammenrufen“, damit „die Stimme des Volkes sich durchsetzt“.
Bei der Stichwahl am 6. Juni 2021 lag er mit 50,125 % der Stimmen knapp vor Keiko Fujimori mit 49,875 %. Für Castillo hatten dabei vorwiegend die ärmere Bevölkerung und die Andenregionen gestimmt, für Fujimori die Mittel- und Oberschicht und die wohlhabende Küstenregion. Das offizielle Wahlergebnis wurde am 19. Juli 2021 vom nationalen Wahlgericht (Jurado Nacional de Elecciones) bestätigt und Castillo zum neuen Präsidenten von Peru erklärt.

### Präsidentschaft
Die Amtseinführung erfolgte am 28. Juli 2021, dem 200. Jahrestag der Unabhängigkeit von Spanien. Er stand dem Kabinett Castillo vor. In 13 Monaten, vom Beginn seiner Amtszeit Ende Juli 2021 bis Ende August 2022, berief Castillo 67 Minister und Ministerinnen oder berief sie wieder ab, am Ende seiner gut 16-monatigen Amtszeit waren es mehr als 80 Berufungen und Abberufungen.
Im November 2021 überstand Castillo ein erstes und im März 2022 ein zweites Amtsenthebungsverfahren. Danach bildeten sich jedoch erneut Proteste wegen hoher Armut und schwieriger Lebensbedingungen infolge wirtschaftlicher Stagnation und Inflation. Die Stagflation war unter anderem durch die Maßnahmen wegen der COVID-19-Pandemie in Peru bedingt, der Preisanstieg bei Grundnahrungsmitteln, Treibstoff und Düngemittel auch durch die Sanktionen gegen Russland seit dem Überfall auf die Ukraine. So stieg bis April 2022 die Inflationsrate in Peru auf den höchsten Stand seit 26 Jahren, dies verschärfte die Not der verarmten Bevölkerung. Die Proteste, die eine Kraftstoffpreiskontrolle und Absetzung von Präsident Castillo forderten, weiteten sich zu Streiks und Unruhen aus, bei denen mehrere Menschen starben. Castillo kündigte eine Senkung der Treibstoffsteuern und die zehnprozentige Anhebung des Mindestlohns ab Mai 2022 an. Zudem rief er am 4. April eine Ausgangssperre für die Hauptstadt Lima und die angrenzende Stadt Callao aus, was die Proteste weiter anfachte. Bereits nach einigen Stunden hob Castillo die Ausgangssperre wieder auf.
Am 30. Juni 2022 gab Castillo seinen Austritt aus der Partei Perú Libre bekannt, der er seit dem 21. September 2020 angehört hatte, nachdem ihm der Parteisekretär Vladimir Cerrón mit einem Parteidisziplinarverfahren gedroht und den Parteiaustritt nahegelegt hatte. Cerrón warf Castillo vor, die Partei zu schädigen und spalten zu wollen.

### Drittes Amtsenthebungsverfahren und Festnahme
Für Dezember 2022 war ein weiteres, insgesamt das dritte, Amtsenthebungsverfahren gegen Castillo angekündigt worden. Am 7. Dezember 2022, kurz bevor im Kongress die Abstimmung über die Amtsenthebung stattfinden sollte, kündigte Castillo in einer Fernsehansprache die Auflösung des Kongresses an, die Ausrufung des Notstands und die Einsetzung einer „Notfallregierung“. Nach einer Neuwahl solle der Kongress eine neue Verfassung ausarbeiten. Der Präsident hat diese Befugnis zur eigenmächtigen Auflösung des Kongresses jedoch nur dann, wenn das Parlament der Regierung zweimal das Vertrauen verweigert. Da dies nicht der Fall war, war Castillos Verhalten verfassungswidrig. Dieser Schritt wurde von peruanischen Politikern, auch von einigen seiner Unterstützer, scharf kritisiert, da dies die verfassungsmäßige, demokratische Ordnung untergrabe und praktisch einem Staatsstreich gleiche. Es wurden Vergleiche mit dem „Selbstputsch“ (Autogolpe) von Präsident Alberto Fujimori 1992 gezogen. Mehrere Mitglieder der Regierung traten daraufhin zurück; sowohl das Militär als auch die Justiz erkannten die Auflösung des Kongresses nicht an. Dementsprechend stimmte der Kongress wie geplant über die Amtsenthebung aufgrund von „moralischer Unfähigkeit“ ab. Mit 101 Stimmen, bei 6 Gegenstimmen und 10 Enthaltungen, wurde der Antrag angenommen. Schon kurze Zeit später wurde Castillo daraufhin von der Polizei festgenommen, noch am selben Tag wurde die bisherige Vizepräsidentin Dina Boluarte offiziell in das Amt der Präsidentin eingeführt.

## Strafverfahren
Nach mehr als einem Jahr Untersuchungshaft wurde am 13. Januar 2024 gegen den weiterhin inhaftierten Castillo Anklage erhoben. Die Staatsanwaltschaft beantrage insgesamt 34 Jahre Haft, die sich aus drei Anklagepunkten zusammensetze: Rebellion (für die 25 Jahre Haft verhängt werden), Amtsmissbrauch (drei Jahre) und schwere Störung der öffentlichen Ordnung (sechs Jahre). Als Teil des Putsches wurden ebenso seine ehemaligen Kabinettsmitglieder Aníbal Torres, Willy Huerta, Roberto Sánchez  und Betssy Chávez angeklagt.

## Politische Positionen

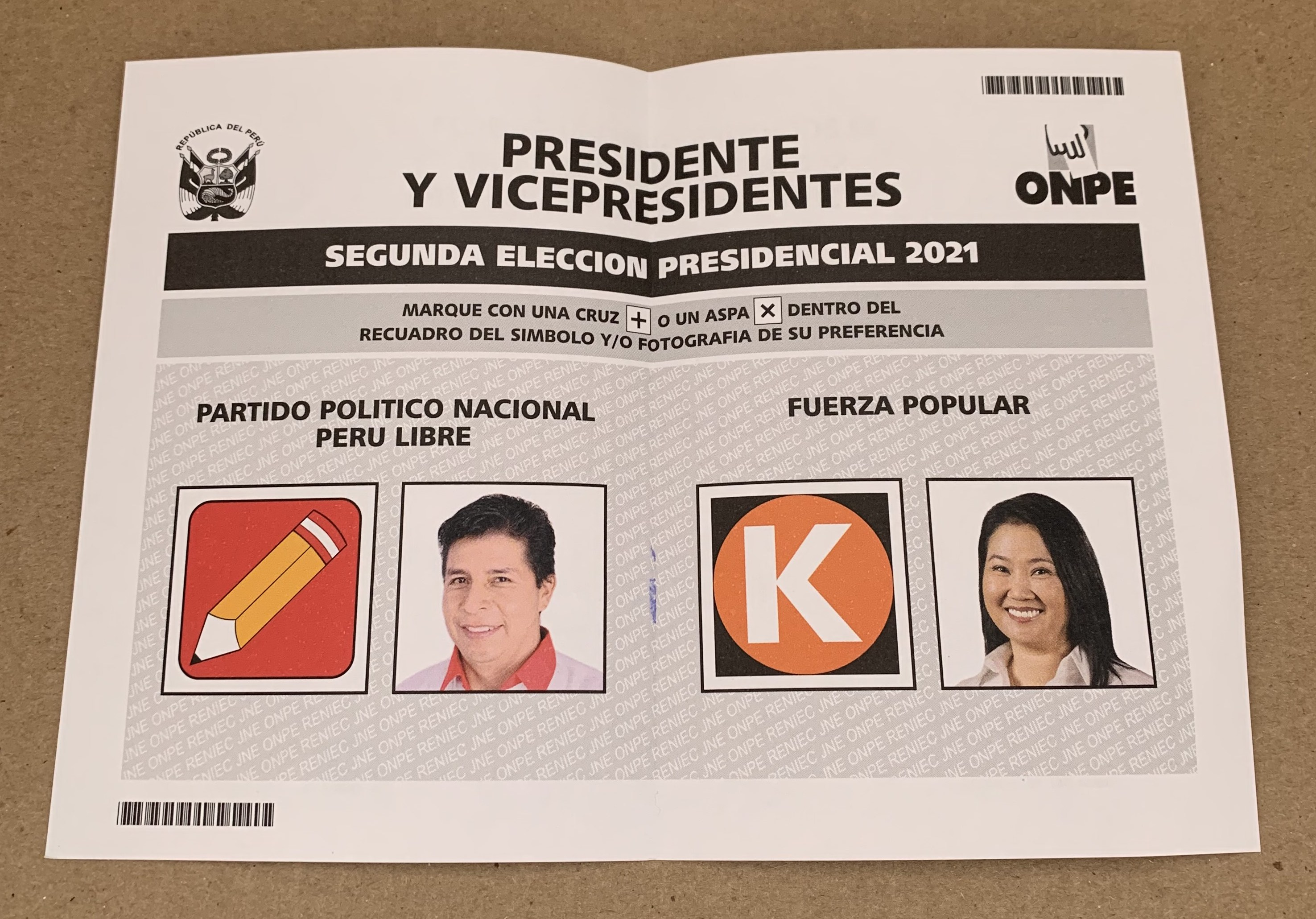
Wahlzettel der zweiten Runde der peruanischen Präsidentschaftswahl 2021

Castillo war von 2005 bis 2017 Mitglied der Partei Perú Posible und von 2020 bis 2022 Mitglied der Partei Perú Libre, die als marxistisch-leninistisch gilt. Er selbst definierte sich nicht als marxistisch, vertrat aber wirtschaftspolitisch linke bis linkspopulistische Positionen. So sprach er sich für die Verstaatlichung und Teilverstaatlichung von Infrastruktur und Rohstoffförderung und eine Erhöhung der Ausgaben für Bildung und Gesundheit aus. Einige Analysten verglichen ihn mit dem ehemaligen bolivianischen Präsidenten Evo Morales. Ihm wurden gleichzeitig Verbindungen zu einer Unterorganisation des Leuchtenden Pfads vorgeworfen.
Vor seiner Wahl distanzierte er sich ausdrücklich vom Kommunismus und Chavismus, bekräftigte aber, dass die Regierung von Nicolás Maduro in Venezuela eine demokratische Regierung sei, „weil es eine Opposition gibt“, und meinte, dass die Venezolaner selbst die Probleme ihres Landes lösen sollten, ohne Einmischung Dritter.
Einer seiner weiteren Vorschläge war die Wahl einer verfassungsgebenden Versammlung, die die vom autoritären Regime Alberto Fujimoris geerbte Verfassung von 1993 ersetzen sollte, da sie dazu diene, „die Korruption im großen Maßstab zu verteidigen“.
In einem Interview mit dem Fernsehsender CNN sagte er, dass er im Falle seiner Wahl Gespräche mit multinationalen Unternehmen führen würde, um sicherzustellen, dass „70 % der Gewinne im Land bleiben und sie 30 % einnehmen, nicht umgekehrt, wie es heute ist“.
Bezüglich des Bergbaus in Peru äußerte sich Castillo, dass er den Abbau von Rohstoffen in ganz Peru unterstützt, „wo die Natur und die Bevölkerung es zulassen“, und dass er internationale Investitionen in diese Projekte begrüße. Gleichzeitig forderte er eine strengere Regulierung des Bergbaus in Peru.
Castillo forderte auch strengere Regelungen für die Medien in Peru. Gesellschaftspolitisch befürwortet er die Todesstrafe, den Austritt Perus aus der Amerikanischen Menschenrechtskonvention, ist gegen die Einführung der Anerkennung gleichgeschlechtlicher Partnerschaften und gegen die Legalisierung von Abtreibung und Sterbehilfe. Zu anderen politischen Vorschlägen gehören die Schaffung von paramilitärischen Gruppen und die Militarisierung der peruanischen Jugend, um eine revolutionäre Erfahrung zu fördern. Er rief die Bürger auf, sich zu bewaffnen, um durch eine „sozialistische Verwaltung“ für Gerechtigkeit zu sorgen.

## Persönliches
Castillo ist mit Lilia Paredes, einer Lehrerin, verheiratet. Das Paar hat zwei Kinder. Castillo ist Katholik, seine Frau und die Kinder Evangelikale. Bis zu seiner Kandidatur für die Präsidentschaft lebte seine Familie auf einem Bauernhof im Distrikt Chugur.